# 중국의 선전
중국에서 선전이란 중국 공산당이나 (과거에는)국민당이 국내외 여론을 자국의 정책에 찬성하도록 만들기 위해 사용하는 것을 말한다. 국내적으로는 금지된 사항에 대한 검열과 정부에 유리한 견해에 대한 홍보가 여기에 해당한다. 선전은 중앙집권적 정부에 있어 핵심적인 사항이다.
선전의 역사는 중국 역사의 초기 시대로 거슬러 올라갈 수 있지만, 가장 효과적이었던 것은 대중매체의 보급과 권위주의적 정부가 수립된 21세기였다 선전은 1949년 중국 본토에서 대만으로 후퇴한 국민당이 중화민국 정부를 합법화하는 데 중요한 도구이기도 했다. 공산당이 집권한 후, 마오쩌둥 시대에서 국가 및 지도자들은 자신들의 정책을 정당화하기 위해 끊임없이 대중 캠페인을 이용했다. 농촌과 문맹인구가 많은 나라에 근대적 대중 선전 기법을 성공한 것은 공산당이 처음이다.
오늘날, 중국에서의 선전은 보통 경제발전과 중국 국민주의를 통해 묘사된다.

## 역사

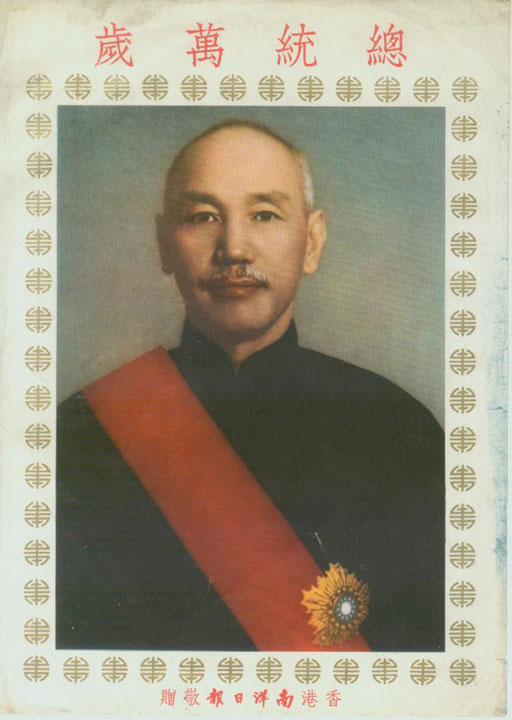
장개석 중화 민국 대통령의 생일을 축하하는 국민당 선전 포스터

북양정부 당시 정부의 힘이 약했기 때문에 검열이나 선전의 효과적인 수행은 어려웠다. 그럼에도 불구하고 영화의 제작과 유통을 통제하기 위한 사무소가 설립되었다. 또한 중앙정부는 정부에 불리한 내용을 담은 신문들을 검열하기도 했다. 하지만 북벌 이후 정부의 힘이 크게 늘어나면서, 선전활동도 활발해졌다. 중국의 국공내전 동안 선전은 공산당과 일본에 대항하는 형식으로 이루어졌다.

### 마오쩌둥 시대

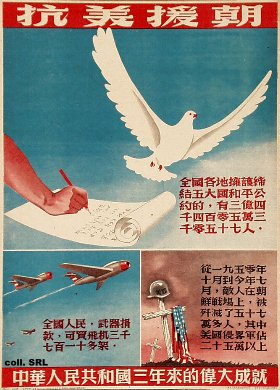
미군의 무덤이 그려진 한국전쟁에의 자원자를 모집하는 포스터

공산당 선전 체계의 기원은 정풍운동에서 찾을 수 있다. 이 운동의 정신을 따르는 것이 공산당 선거운동의 핵심 메커니즘이 되었다. 마오쩌둥은 1942년 “예술과 문학에 관한 옌안 포럼에서의 대화”에서 문화의 정치적 역할을 분명히 했다. 공산당의 “통제 시스템”의 중심으로 여겨지는 문화를 통한 선전은 소련, 나치 및 기타 전체주의 국가들의 선전 방식으로부터 많은 부분을 차용했다. 데이비드 샴보는 “선전과 세뇌가 마오쩌둥의 중국의 특징이라고 생각한다”고 말했다 그에 따르면 공산당은 사상 개혁을 위한 수감, 대규모의 대중 캠페인 이념 통제 등을 통해 일반 대중의 사상을 통제했다. 표면적으로는 공산주의의 유토피아를 목표로 하지만, 실상은 종종 국민들 사이에서 ‘적’을 찾는 것을 목표로 한다. 선전은 보통 폭력적인 방법으로 이루어진다.
캔터베리대학교 정치학과 통신학과 부교수인 앤 메리 브래디에 따르면, 공산당의 선전은 전통적으로 미디어 전문가들에 의해 정의되는 것보다 공공 영역에 있어 더욱 광범위하게 이루어진다고 한다. 중국 선전가들은 1949년 이후 선전을 위해 중국에서 동원 가능한 모든 통신 수단을 사용했다. 영화와 TV, 교육 과정, 신문이나 포스터 같은 인쇄매체, 연극과 음악 등의 문화 예술 등이 모두 포함된다.

중국중앙텔레비젼는 전통적으로 TV를 통한 선전의 중요 통로 역할을 해왔고, 인민일보는 인쇄 선전을 위한 매체의 역할을 수행해 왔다. Brady에 따르면 마오쩌둥 시대에 선전의 특징은 “사설에 의한 통치”이다. 정치 캠페인은 사설과 일간지의 주요 기사를 통해 시작되었다. 노동단체와 다른 정치 연구 단체들은 이 기사들을 정치 연구의 자료로 활용했으며, 중국에서 신문을 읽는 것은 "정치적 의무"였다. 마오쩌둥은 선전, 선동 등에 레닌의 선전 모델을 차용했다.

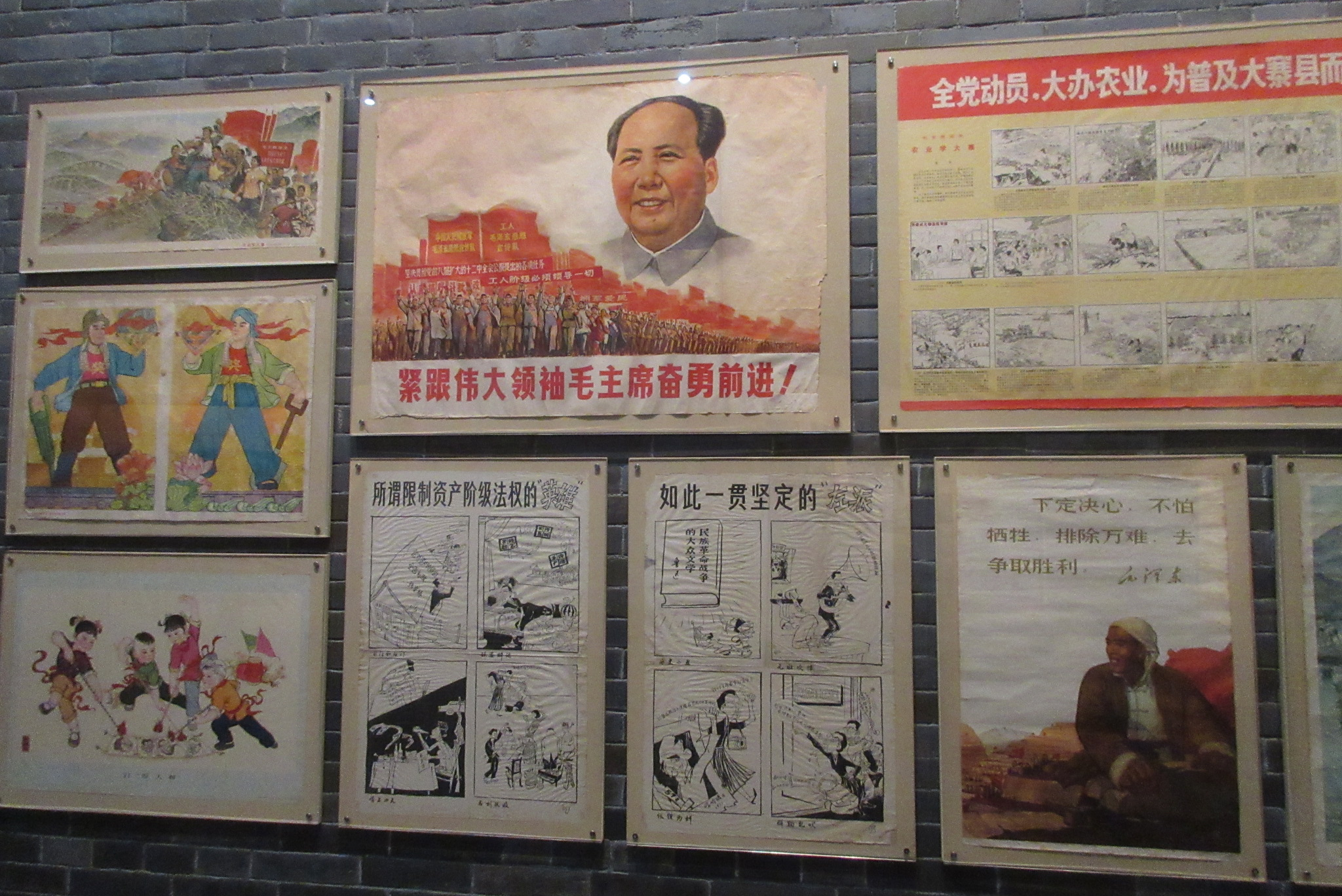
마오쩌둥 주석을 그린 문화대혁명 당시 포스터

문화대혁명 당시 선전은 마오쩌둥에 대한 숭배 강화와 문화대혁명에 참여를 독려하는 중요한 역할을 했다. 과거 선전은 중국인들에게 레이펑이나 동쿤루이, 양겐시 등과 같은 모범적인 노동자나 군인을 본받도록 장려했다. 또한 제3세계 혁명가들과 알바니아, 북한과 같은 가까운 동맹국들을 칭송하면서 미국의 “제국주의”와 소련의 “수정주의”를 비난했다.
.
Barbara Mittler에 따르면, 마오쩌둥의 선전은 많은 중국인들에게 폭력과 모함에 대한 기억을 남겼고, 그들의 심리적 긴장감은 많은 사람들을 광기와 죽음으로 몰아넣었다. 오늘날 마오쩌둥식 선전은 더 이상 사용되지 않으며, 상징적인 것이 되었다.

### 현대 시대

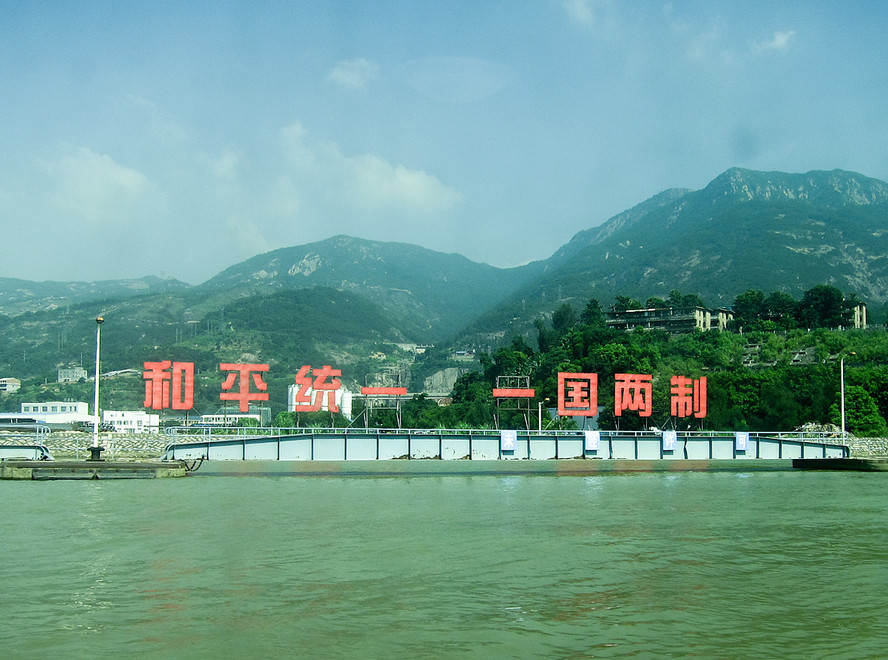
샤먼에 있는 선전 문구. "평화통일 일국양제"

1976년 마오쩌둥의 사망 이후 문화대혁명의 주범으로 지목된 사인방을 비난하기 위한 선전이 이루어졌다.. 덩샤오핑으로부터 시작된 경제개혁과 현대화의 시대동안, “중국식 사회주의”에 관한 선전이 이루어졌다. 마오쩌둥 이후의 첫 번째 캠페인은 1984년 영적 오염 반대 캠페인이다.
1989년 천안문 사건은 공산당 내 많은 원로들에게 선전에서의 자유 보장이 필요하지 않고, 당이 이념의 전파와 선전 체제에 대한 통제를 다시 확립해야 한다는 것을 시사했다.
Brady는 1989년 이후 선전 및 사상 활동이 당과 국가의 생명줄이 되었고, 공산당의 지속적인 합법성과 권력 유지를 위한 핵심 수단 중 하나가 되었다고 언급한다.
1990년대, 선전 이론가들은 중국의 선전과 사상활동에 대한 도전을 “사각지대”로 묘사했고, 대중과의 소통이 이의 해결책으로 제시되었다. 1990년대 초부터 현대적 선전 모델을 만들기 위한 목적으로 대중 통신 이론, 홍보, 광고, 사회 심리학, 애국 교육과 같은 개념이 중국의 선전 체제에 도입되었다.
쿨란틱과 링크는 중국공산당이 경제성장과 중국 민족주의의 육성을 통해 권위주의를 현대화해 정치적인 통제력을 유지했다고 지적했다. 그들은 중국의 경제 성장의 혜택을 받아온 엘리트 기업 지도자들이 결과적으로 중앙정부의 권위주의적인 통제를 받아들였고, 새롭게 등장한 신흥 상류층과 중산층 등이 공산당의 권위에 도전하는 것을 막았다고 말한다. 펜비는 후자가 시스템 자체를 받아들이기보다는 그것을 그들에게 유리하게 사용하는 법을 배웠다고 주장한다.
2007년 여론조사에 따르면 중국인의 70%가 신흥 상류층은 부패했고 존경할 가치가 없다고 생각하는 것으로 나타났다.

### 최근 개발 시기

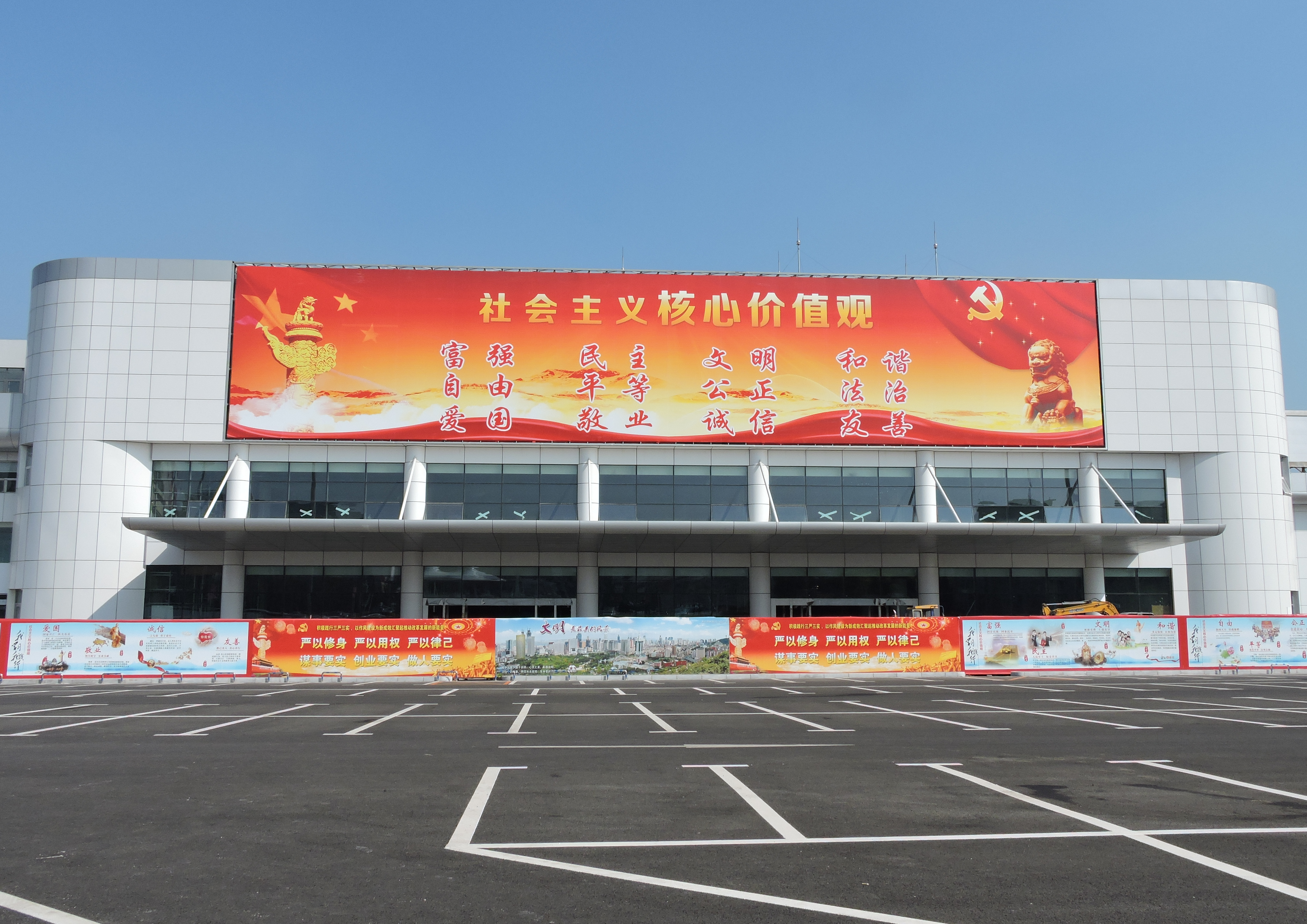
중국공산당의 12가지 사회주의핵심가치관을 나열한 거대한 포스터 (2017).

2009년 초, 공산단은 수십억 달러 규모로 글로벌 미디어 콘텐츠 확장에 나섰다. 휴먼 라이츠 워치의 수석연구원 니콜라스 베퀄린에 다르면, 이는 후진타오 주석이 방송의 정치성을 감소시킴으로써 국제문제에서 중국의 목소리가 더 잘 들리게 하기 위한 의도였다고 한다. 이어서 이처럼 중국의 새로운 사업들은 중국에 대한 특정 견해를 외국의 시청자들에게 전달하는 것이며, 선전에 대한 그들의 기본적인 입장은 그대로이며, 모든 뉴스는 정부의 검열을 거쳐야 했다고 지적한다. 중국 정부는 자국 통신사에 서구식 미디어 마케팅을 도입하도록 장려했다.
2008년 하계 올림픽은 중국 정부의 자국에 대한 자부심과 세계에서의 위상을 선전하는 데 도움을 줬다. 이는 중국 정부에 대한 내부의 지지를 강화시키고, 선거에서 공산당의 지지를 강화한   것으로, 중국 정부가 자신들에 반대하는 여론을 분산시킬 수 있는 더 큰 영향력을 행사할 기반이 될 수 있다는 우려를 낳았다.
I올림픽을 앞두고 정부는 현지 언론에 경기와 직접 관련되지 않은 정치적 이슈는 다루지 말고, 티베트 독립과 동튀르키스탄운동 같은 주제는 보도해서는 안 된다는 지침을 발표했다. 이어서 발암을 유발하는 미네랄 워터와 같은 식품 안전 문제도 언급하지 말 것을 지시했다. 2008년 9월 중국산 유제품 멜라민 오염 사건이 터졌지만, 올림픽의 완벽한 주최를 원하는 중국의 열망이 오염된 유아용 분유의 회수를 지연시키는 요인이 되었다는 추측이 있다.
.
2011년 보시라이 충칭시 당서기와 선전부는 모든 구, 정부 부서 및 상업적 기업, 대학 및 학교, 국영 라디오 및 TV 방송국에 공산당과 중화인민공화국의 업적을 찬양하며 찬송곡을 부르게 하는 “Red Song Campaign”을 시작했다. 비록 홍콩과학기술대학교의 딩쉐이앙 교수는 이 캠페인의 목적이 중국의 지도층 내에서 보시라이 자신의 정치적 입지를 강화하기 위한 것이라 의심했지만, 보시라이는 그 목적이 “마오쩌둥의 마르크스주의 이념으로 이 도시에 활기를 불어넣는 것”이라고 말했다. 보시라이가 충칭에서 일하는 동안 그가 가장 좋아하는 마오쩌둥의 발언들을 인용해 메시지를 대량 발송했다. 2013년 11월 8일 시진핑 중앙위원회 총서기는 개혁•개방 이후의 역사적 사실들은 개혁•개방 이전의 역사적 사실들은 부정하는 데 사용될 수 없다고 밝혔다. 이것은 “두 가지 부정할 수 없는 것들”에 관한 규정이라고 부른다. 이 규정에 따라 중국 정부는 고등학교 중국사 교과서를 개정해 문화대혁명 10년을 삭제하고 문화대혁명을 “고난의 탐험과 건설적 성과”로 규정했다.
.
2020년, 시진핑 당 총서기와 중앙집권위원회의 다른 위원들은 “코로나 판데믹에서 미국을 상대로 한 전투에서 중국의 승리”에 관한 정보를 퍼트렸다. 특히 중국은 수치를 조작하면서까지 미국의 실패를 언론에 지속적으로 노출시키고 있다. 마이크 폼페이오 전 미국 국무장관은 3월 17일 공산당이 허위사실을 유포하고 있다고 비난했다. 일본에 있는 중국 관료들은 COVID-19가 일본에서 유래했다는 증거가 없음에도 불구하고 이 병을 “일본 코로나바이러스”로 칭했다. 5월 5일 마이크 폼페이오가 우한의 한 연구소에서 코로나 바이러스가 유래했다는 비판이 나오자 중국 당국은 이날 여러 선전매체를 통해 그를 거짓말쟁이라고 비방했다. 조지 플로이드 시위 당시 공산당은 미국이 인종평등을 해소하지 못하고 있다고 비난했다. 2020년 5월 30일, 모건 오타커스는 트위터를 통해 홍콩에 국가보안법 입법을 강요하는 공산당을 비난하는 트윗을 올렸다. 화춘잉은 이에 대응해 “I can’t breathe”라고 맞받아쳤다(이는 조지 플로이드가 사망 전 마지막으로 뱉은 말이다). 사람들은 화춘잉의 트윗에 “I can’t tweet”라는 트윗으로 반응했다. 또한 다른 일부는 플로이드를 죽인 것과 같이 가혹한 행위를 하고 있는 중국의 감시 행위 등을 비난했다. 반면 중국 관영매체는 화춘잉의 이와 같은 대응에 대해 고소하다는 반응을 보였다. 최근 우한에서 처음 발병한 COVID-19에 대해 다룬 TV쇼와 다큐멘터리는 간호인과 의사 등을 “흰 코트를 입은 전사들”과 같이 영웅적인 인물들로 묘사했다. 알렉산더 케쿨레는 COVID-19 바이러스의 유래가 중국 우한이 아닌 이탈리아라고 주장한 그의 이론은 중국의 선전매체를 자극해 “중국은 죄가 없다!”와 같은 헤드라인으로 보도하기에 이르렀다. 이후 케쿨레는 그것은 순전히 선전이라고 말했다. 신화통신과 인민일보 등 관영매체들은 과학적 증거가 없음에도 불구하고 노르웨이와 독일이 자국의 고령자 사망이 COVID-19 백신 때문이라고 말한 것에 대해 유감을 표했고 영국 언론은 이를 과소평가하고 있다고 비난했다. 중국 당국은 신장 강제 수용소에서의 인권침해는 존재하지 않는 일이라며 위구르인 남녀가 출현하는 동영상을 공개했다.

### 용어
SOED에 따르면 18세기 영국의 선전은 본래 “신앙 전파를 위한 집회”를 뜻했으나 20세기 들어 교리, 소문, 정보의 선별적 전파로 그 의미가 부정적으로 바뀌었다. 영어에서는 단어 ‘프로파간다’가 보통 부정적인 의미로 사용되나, 중국에서는 ‘선전’이라는 단어는 중립적인 의미를 가진다.

## 방법

### 미디어 통제
언론의 운영과 콘텐츠는 철저히 통제되며, 뉴스가 무엇을 보도할지는 당이 결정한다. 미디어 콘텐츠를 통제하는 것은 공산당이 정부 정책을 지지하는 선전을 행하고, 논란이 되는 기사, 종교의 자유와 민주주의를 옹호하는 사람들, 대만과 티베트의 독립을 지지하는 사람들, 미 정부를 대표하는 사람들 등을 검열한다. 2005년 국경 없는 기자회는 신화통신에 대한 보도를 하면서 이 기관을 “세계 최대의 선전 기관”이라고 표현했다.
과거에는 중앙 선전부와 지역 지부가 전국 모든 매체에 팩스를 보내 미디어가 보도할 내용이나 검열할 내용을 전달했는데, 현재는 전화 통화를 통해 언론의 관리자나 편집자에게 지시사항을 전달한다(이는 관련 서류를 줄이기 위한 조치이다). 중국에서 미디어 콘텐츠는 정치적 훼손과 관련이 없는 것으로 제한된다.

인민일보 해외판 편집장을 지낸 우쉐칸은 “이념적 영역, 물질적 수단 및 생필품”을 통제함으로써 편집자와 기자들은 당의 선거 정책에 부합하는 뉴스와 보도를 유지할 수 있다고 밝혔다. 또한 정책 연구 부문은 편집자들이 검열을 연습해 볼 수 있는 장이 된다고 한다. 헤칭롄은 오랜 세월 행해진 언론 통제가 중국 언론인들이 자신의 의사를 표현하는 것을 체념하게 만들었다고 말했다. 일반 대중들은 중국 언론과 그 밖의 외국 언론의 뉴스를 제공받는 것에 그치기 때문에 언론 통제는 정보의 원천으로 시선을 돌렸다. 2020년 COVID-19와 관련된 중국발 선전은 환구시보 등 관영 매체에 의해 통제되어 왔다. 2020년 6월 11일, 트위터는 그들이 중국의 선전과 관련된 17만 개 이상의 계정을 삭제했다고 발표했다(사유는 코로나 바이러스에 대한 허위사실 유포였다). 2020년 6월 22일, 미국 국무부는 몇몇 중국 관영 매체를 “선전 매체”로 지정했다.
2020년 12월 뉴욕타임스와 프로퍼블리카의 조사 결과 리원량 사망과 관련한 중국의 지시를 담은 내부 문서가 현지 언론에 유출됐다. 이 문서는 뉴스 기관과 소셜 미디어 플랫폼에 행한 지시사항에 관한 문서로, 당시 사건에 대한 언급 금지와 온라인 공간에서 일어나는 사건에 대한 논의를 통제하라는 내용이 담겨있다. 이 문서는 또한 지역의 선전원들을 다루며, 그들에게 온라인상에서의 논의를 “정당 및 정부 신뢰도에 심각한 손상을 주고 정치 체제를 붕괴시키려는 것”에서 분리시키는 방향으로 조종하라는 명령을 담고 있다.

### 사상 개혁
브래디에 따르면, 마오쩌둥 시대 선전은 많은 특징들을 가지고 있다. 사상 주입이나 사상 개혁과 같은 이념 숙청, 이념 반대자들에 대한 비난, 인식 수준을 높이기 위한 정책적 연구, 사회 상류층을 제거되어야 하는 부정적인 이미지로의 규정 등이 그 특징이 된다.
또한, 브래디는 문화대혁명에서의 선전 경험은 공산당에게 심오한 교훈을 제공했다고 한다. 마오쩌둥 시대 이후 당의 지도자들은 항상 공격받아 왔고, 두 가지 모순되는 교훈을 얻게 했다. 첫째는 중국을 변화시키려는 대중운동과 사상개혁을 거부할 것, 둘째는 중국에서 정치적 통제에 있어 선전의 중요성을 인식시키게 했다는 것이다
비더만과 마이어스는 1968년 일종의 개혁은 모든 전체주의 체제의 특징이지만, 공산당은 다른 전체주의 정권보다 더 목적의 완전한 충족적이며 대규모적이며 더 집중적인 개혁을 실시했고 말했다. 비더만과 마이어스는 마오쩌둥주의 정치 캠페인에 그러한 기법이 존재한다는 것에 주목했다. 예를 들어 감시와 제제는 교육과 연결되어 있었다는 점 등이다. 정치 지도자들은 군에서 공산당에 대한 충성을 가지지 않은 병사의 사회적 연결점을 공격했고, 이와 같은 조치들을 통해 사회적인 압력과 개인적 불안감을 통해 현 체제에 대한 순응해 갔다.
빅터 쇼에 따르면, 강도와 범위 면에서 사상적 통제는 공산당의 통치하에 강화되었다. 중국 노학자들이 맹신하는 침묵의 자유는 공산당의 대선전하에서는 농촌의 문맹 농민에게는 가능조차 하지 않았다.

그는 공산당은 정책의 확산, 사회적 합의 형성, 주민동원 등을 위해 선전을 활용한다고 한다. 이념적 긴장은 대중운동을 초래하고, 그로 인한 사상적 통제는 당의 정치적 입지를 강화한다. 정치적 연구, 법률 교육, 영웅적 모델, 그리고 사상 개혁은 공산당에 선전을 위한 효과적인 무기로서 제공된다.
쿨란틱과 링크는 공산당이 마오쩌둥 시대 수준의 대중의 복종을 유지하기 위해 사상 작업 기술을 사용한다고 말했다. 그들은 마오쩌둥 시대의 캠페인은 중국 사회와 사람들의 본성을 변화시키는 것을 목표로 하고 있지만, 사상 작업에 대한 현대적 접근은 공산당의 통치에 필요한 문제에만 초점을 맞추고 있다고 지적했다. 그들에 따르면 이는 주로 언론과 중국사회의 영향력 있는 인사들의 친정부적 입장을 함양시키기 위한 것으로 정부에 대한 불만은 친정부적 선전에 방해된다고 말한다. 또한 그들은 정부는 또한 부패한 지방 문제와 거리를 두려고 한다고 말했다.

### 스핀 닥터
앤-마리 브래디에 따르면 외교부는 1983년 위기 때 정보의 제공을 위해 지명직 공무원 제도를 처음 구축했고, 1990년대 중반에는 하위 기관들에도 이를 대폭 확대했다. 중국의 시선은 외국에 쏠려있었지만 1990년대 중국의 지도자들은 공공의 위기를 관리하는 것이 국내 정치에 더 유용하다는 것을 깨달았다. 지방 수준의 “뉴스 코디네이터 그룹”을 설립하고 외국 홍보 회사들을 초청해 세미나를 개최하는 것도 이러한 정책에 포함됐다.
브래디는 2000~2001년 광우병 위기 당시 영 블레어 정부의 스핀 닥터 행위와 2001년 9월 11일 테러 이후 미 부쉬 정부의 미국 언론 이용으로부터 중국의 대외 선전에 관한 단서를 얻었다고 언급했다. 그는, 블레어 총리의 스핀 닥터 모델은 사회적 위기 동안 어느 정도의 부정적인 보도를 허용하며, 이것은 이를 둘러싼 사회적 긴장감을 해소하는 데 도움을 주는 것으로 기대된다. 그는 중국의 정보 관리자들이 2005년 탄광 사태 때 이 방법을 사용했다고 보고 있다.
브래디에 따르면 공식 대변인들은 이제 새로운 위기에 대처하기 위해 지방 정부뿐만 아니라 모든 중앙 정부 부처에 즉시 연락할 수 있다고 한다.
2009년 7월 우루무치 폭동 동안 공산당 관계자들은 활발한 선전 활동을 펼쳤다. 뉴스위크에 따르면 당 관계자들은 최근의 폭동이 중국의 국제적 이미지를 실추시킬 위험이 있다고 느꼈고, 외국 기자들의 해당 지역으로의 즉시 이송과 같은 공식 행사를 신속히 추진했다. 이메일과 SMS와 같은 신기술의 성장으로 공산당의 수족은 대변인이 되었다.
2008년 티베트 사태 당시와 같이 언론 탄압을 시도하는 대신, 당은 중국 밖으로 나가는 정보에 영향을 미치는 기술들을 적용했다. 국가안전부는 우루무치에서 폭력사태가 발생한 다음 날 우르무치에 정보국을 설치해 외신기자들을 지원했다. 국가안전부는 신장에 외신을 초청해 폭동 지역을 보고 병원을 찾아 관련 사항을 살펴볼 수 있게 했다. 언론인들에게 사진과 영상이 담긴 CD가 주어졌다. "뉴스위크에 따르면 샤오창 교수는 “공산당은 외국 기자들을 금지하기보다 더 정교한 홍보 활동을 통해 더 방대한 정보를 통제하고자 한다”고 말했다.

## 구조와 체계
엘리엇 국제 관계 학교의 데이브드 샴보에 따르면 공산당의 선전체제는 정보의 전파와 관련된 거의 모든 매체로 확대된다고 말했다. 그에 따르면 미디어 및 뉴스 기관, 교육 기관, 문화 및 예술 기관, 전시회와 같은 수많은 매체들이 공산당의 감독을 받고 있다.또한 그는 감시와 검열 체계가 상당한 진화를 거쳤지만, 공산당 선전부의 역할은 여전히 계속되고 있다고 말했다.
2003년 정부 공식 보고서에 따르면, 선전부의 선전 채널은 2,262개의 TV 채널(이 중 2,248개가 국내 채널), 2,119개의 신문, 9,074개의 간행물, 1,123개의 출판물 외 약 6,800만 개의 인터넷 계정과 3억 명 이상의 휴대폰 사용자가 있다.
브래디에 따르면 공산당에 의한 선전 활동은 역사적으로 중국인을 향한 것과 외국인을 향한 것으로 나뉘고, 내용적으로는 정치, 경제, 문화, 사회 네 가지로 나뉜다. 중앙선전부는 내부 선전을, 대외선전부는 외부 선전을 담당한다.
샴보는 중앙선전부를 포함한 선전체계는 비밀에 둘러쌓여 있으며 중국어뿐 아니라 타 언어로 출판된 공식 중국 관료체제 간행물에도 이것에 관한 정보는 실려있지 않다고 말한다. 중국 선전 총책인 리창춘은 2009년 포브스가 선정한 세계에서 가장 영향력 있는 인물 19위에 올랐다.

## 인터넷상의 선전
중국 언론 전문가인 데이비드 반더스키에 따르면 전통적으로 공산당 선전기구는 언론과 정보 억제에 기반을 두었다.
브래디는 해외 화교들을 동원한 대중 시위를 조직하는 데 인터넷의 역할, 2008년 3월 티베트 지역의 소요에 대한 서방 언론의 인식된 편견에 대한 국가의 대응, 올림픽 성화 봉송 기간 동안 중국을 지지하는 일련의 시위를 전세계에 조직하는 데 사용된 매체로 인터넷의 역할을 강조했다.
2020년 4월 29일, 트위터와 유튜브에는 병원 직원들을 통해 중국을 대표하는 레고 피규어를 사용한 “Once Upon a Virus”라는 애니메이션 동영상이 업로드되었고, 뉴 차이나 TV에는 미국을 비유한 “Lady Liberty”라는 영상이 업로드되었다. 레고 그룹은 자신들은 이 영상의 업로드와는 관련이 없다고 발표했다. 영상에서 병원 직원은 미국의 코로나 대유행에 대해 반복적으로 경고하지만, Lady Liberty는 락 다운은 인권침해라고 말하며 병원 직원을 해고한다. 영상의 후반에 Lady Liberty는 심각한 병에 걸린 채 링거를 맞으며 병원에 입원한 모습을 보인다. 마지막에 미국은 “모순되어도, 우리는 항상 옳다”라고 말하며, 중국은 그에 대해 “그런 게 내가 너희 미국인들한테서 가장 좋아하는 거야”라고 대답한다. 다른 선전물과 마찬가지로, 이것은 사실과는 관계가 없다. 현실에서 중국의 의사는 소셜미디어를 통해서 사람들에게 COVID-19에 대해 경고하려고 한 반면 중국 정부는 그 사실에 대해 숨기려고 했다. AP통신은 “정보에 대한 중국의 엄격한 통제, 관료적 장애물, 지휘 체계에 부정적 영향을 끼치는 소식을 꺼려하는 기조 등은 초기 경고에 부정적 영향을 끼쳤다”고 말했다.

## 예술을 통한 선전

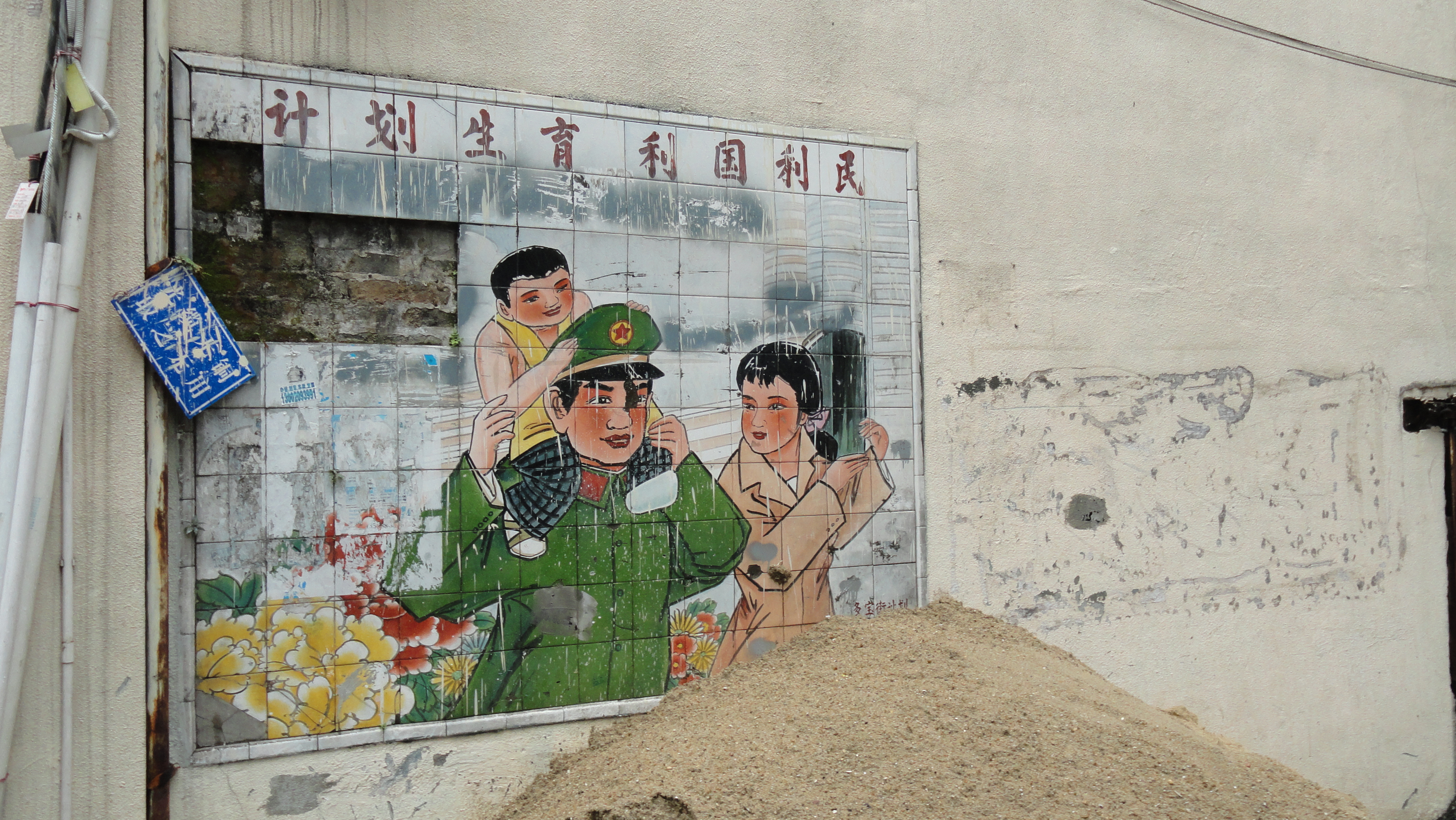
한 아이 정책을 홍보하는 광저우의 옛 선전 포스터

소련에서와 마찬가지로 마오쩌둥의 공산당은 사회주의 현실주의를 예술의 기초로 삼아 공산주의 사상을 기반으로 한 사람들을 교육을 중시했다. 이를 위해 문화혁명 때와 비슷하게 문학과 예술이 변형되었다. 혁명 이전의 노래와 오페라는 과거의 유해한 유산 취급을 받으면서 금지되었다. 중학교와 고등학교는 학생들이 서로의 로맨스와 사랑 이야기를 퍼뜨렸기 때문에 특정 캠페인의 대상이되었다.
마오쩌둥주의 선전 예술은 거의 20년 동안 재창조되고 현대화되었으며, 오래된 문화대혁명 시대의 선전 작품들은 DVD와 가라오케 버전 같은 새로운 형태로 등장했다. 그들은 혁명주의 노래의 록과 팝 버전에서 마오쩌둥을 찬영하는 노래를 만들었다. 뿐만 아니라 마오쩌둥을 찬양하는 티셔츠, 시계, 도자기 등도 만들었다. 문화대혁명 선전물들은 최그 몇 년 동안 향수를 불러 일으킨다. 이러한 제품들은 애국 또는 오락적 목적으로 잘 팔리고 있다.
혁명적 성향의 오페라와 같이 선전 노래와 음악은 중국에서 오랜 역사를 가지고 있으며 1950년대부터 1970년대까지 대중 문화에서 두드러진 특징을 가지고 있다. 이노래 중 대부분은 Red Rock이나 Red Sun: Mao Zedong Praise Songs New Revolutionary Medley를 포함하여 1990년대에 발매된 여러 앨범의 모던 록으로 각색되었다. 특히 Red Sun은 약 1천만의 판매 수를 기록했다. 대부분의 오래된 노래들은 마오쩌둥, 공산당, 1949년 혁명, 적군과 인민 해방군, 중국 민족 집단의 단결, 마오쩌둥과 중국공산당에 대한 다양한 민족의 헌신적인 모습을 찬양한다.

### 유명 선전 작업물

#### 소설
Red Crag

#### 조각상
Rend Collection Countyard

#### 영화와 영상

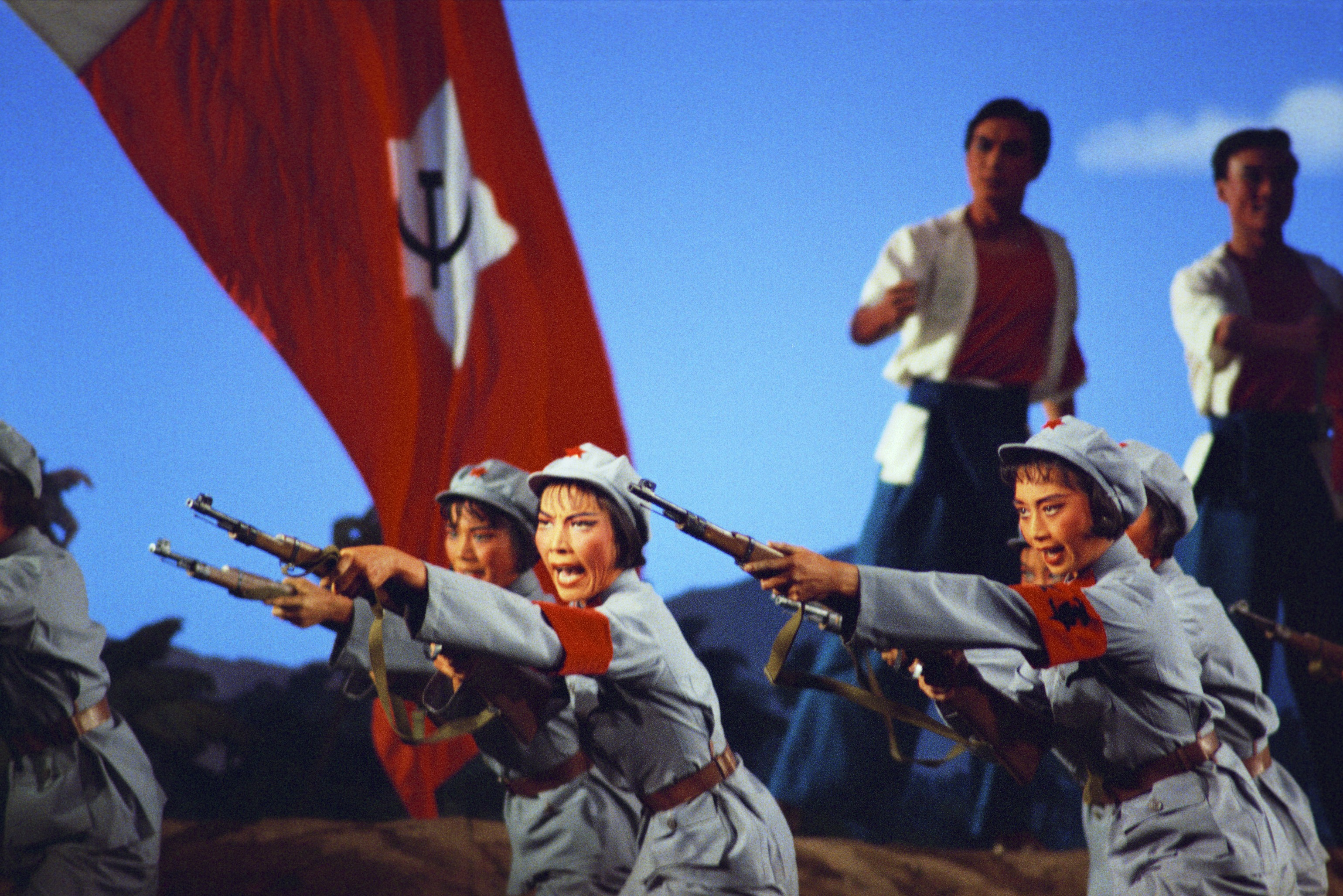
홍색낭자군

- Battle on Shangganling Mountain
- The East Is Red
- The Eight model plays
  - Taking Tiger Mountain by Strategy(智取威虎山)
  - The Legend of the Red Lantern (红灯记)
  - Red Detachment of Women (红色娘子军)
  - The White Haired Girl (白毛女)

#### 노래
- "Nanniwan" (《南泥湾》/《南泥灣》)
- "The East is Red" (《东方红》/《東方紅》)
- "Socialism is Good" (《社会主义好》)
- "Battle Hymn of the Chinese People's Volunteers" (《中国人民志愿军战歌》/《中國人民志願軍戰歌》)
- "Red Sun Shining Over the Border" (《红太阳照边疆》/《紅太陽照邊疆》) –
- "A Wa People Sing New Songs" (阿佤唱新歌曲)
- "Laundry Song" (《洗衣歌》)
- "Liuyang River" (《浏阳河》)
- "Saliha Most Follows the Words of Chairman Mao" (《萨利哈听毛主席的话》/《薩利哈最聽毛主席的話》)
- "The Never-Setting Sun Rises Over the Grassland" (《草原上升起不落的太阳》/草原上升起不落的太陽)
- "Xinjiang is Good" (新疆好)
- "Zhuang Brocade Dedicated to Chairman Mao" (莊錦獻給毛主席)
- "Sweet-Scented Osmanthus Blooms With the Arrival of Happiness"(《桂花开放幸福来》)
- "Generations Remember Chairman Mao's Kindness"(《世世代代铭记毛主席的恩情》)
- "Salaam Chairman Mao" (《萨拉姆毛主席》/《薩拉姆毛主席》)
- "Song of Mount Erlangshan" (《歌唱二郎山》)
- "Story of the Spring" (春天的故事)
- "The Cultural Revolution is Just Great" (《无产阶级文化大革命就是好》/《無產階級文化大革命就是好》)
- "On the Golden Mountains of Beijing" (北京的金山上)
- "Ode to the Socialist Motherland" (《歌唱社会主义祖国》/《歌唱社會主義祖國》)
- "Where are you going, Uncle Kurban?" (库尔班大叔您上哪儿)

## 중국의 소리
블룸버그가 발간한 보고서에 따르면 중국은 미국이 운영하는 " 미국의 소리 "를 참고해 중국의 목소리라는 새로운 방송 채널을 창설했다. 중국중앙텔레비젼, 중국국제방송 및 중국인민방송국은 해외에서 중국의 이미지를 개선하고 중국을 홍보하는 것을 목표로 운영된다.

## 추가 자료
- List of campaigns of the Chinese Communist Party
- Propaganda Department of the Chinese Communist Party
- Thought reform in China
- Censorship in China
- Cinema of China
- Media in China
- Cross-Strait war of propaganda
- Propaganda Poster Art Centre, Shanghai, China
- Propaganda model
- Spin doctoring
- 50 Cent Party
- Internet censorship in China
- Whataboutism
- Voice of Free China

## 참조

### 인용
1. 1 2  Brady, Anne-Marie (2006). “Guiding Hand: The Role of the CCP Central Propaganda Department in the Current Era”. 《Westminster Papers in Communication and Culture》 1 (3): 58–77. doi:10.16997/wpcc.15.
2. 1 2 3 4 5  Shambaugh, David (Jan 2007). “China's Propaganda System: Institutions, Processes and Efficacy”. 《China Journal》 57 (57): 25–58. doi:10.1086/tcj.57.20066240. JSTOR 20066240.
3. 1 2  Mitter, Rana (2003).  Nicholas J. Cull; David Colbert; David Welch, 편집. 《Entry on "China" in Propaganda and Mass Persuasion: A Historical Encyclopedia, 1500 to the Present》. ABC-ClIO. 73–77쪽. ISBN 9781576078204. OCLC 51779499.
4. 1 2 3  Link, Perry; Kurlantzick, Joshua (2009년 5월 25일). “China's Modern Authoritarianism”. 《The Wall Street Journal》 (미국 영어). ISSN 0099-9660. 2020년 6월 14일에 확인함.
5. ↑  Shuge Wei. 《News under fire: China's propaganda against Japan in the English-Language Press, 1928-1941》. ISBN 9789888390618. OCLC 1039082220.
6. ↑  Teiwes, Frederick C. (1993). 〈1,2〉. 《Politics and Purges in China: Rectification and the Decline of Party Norms, 1950-65》 2판. Armonk: M. E. Sharpe. ISBN 978-1563242274. OCLC 925200696.
7. ↑  Solomon, Richard H. (1971). 《Mao's Revolution and the Chinese Political Culture》 (영어). University of California Press. ISBN 978-0-520-02250-8. OCLC 916968066.
8. 1 2 3 4 5 6 7 8 9 10 11  Brady, Anne-Marie (2008). 《Marketing Dictatorship: Propaganda and Thought Work in Contemporary China》. Rowman & Littlefield. 1쪽. ISBN 978-0742540576. OCLC 968245349.
9. 1 2  Mittler, Barbara (2008). “Popular Propaganda? Art and Culture in Revolutionary China”. 《Proceedings of the American Philosophical Society》 152 (4): 466–489. ISSN 0003-049X. JSTOR 40541604.
10. ↑  Gunde, Richard. [2002] (2002) Culture and Customs of China. Greenwood Press. ISBN 0-313-30876-4
11. ↑  Fenby, Jonathan (2009). 《The Penguin History of Modern China: The Fall and Rise of a Great Power, 1850 to the Present》. 677–678쪽. ISBN 978-0141975153. OCLC 985718800.
12. ↑  Bequelin, Nicholas (2009년 1월 30일). “China's New Propaganda Machine”. 《The Wall Street Journal》 (미국 영어). ISSN 0099-9660. 2020년 6월 15일에 확인함.
13. ↑  April Rabkin (2008년 8월 1일). “→Beijing Olympic Games all about China, Chinese Leaders keen to impress, inspire their own people”. 《San Francisco Chronicle》. 2010년 11월 19일에 원본 문서에서 보존된 문서. 2010년 3월 17일에 확인함.
14. ↑  Gardner, Dinah (2008년 8월 25일). “China's Olympic legacy”. 2008년 8월 29일에 확인함.
15. ↑  Hutcheon, Stephen (2008년 9월 15일). “Was China's milk scandal hushed up?”. 《The Sydney Morning Herald》 (영어). 2020년 6월 15일에 확인함.
16. ↑  Spencer, Richard (2008년 9월 15일). “China accused over contaminated baby milk”. 《The Telegraph》 (영국 영어). ISSN 0307-1235. 2020년 6월 15일에 확인함.
17. ↑  Barboza, David (2008년 9월 23일). “China Says Complaints About Milk Began in 2007”. 《The New York Times》 (미국 영어). ISSN 0362-4331. 2020년 6월 15일에 확인함.
18. ↑  “Chinese city of 30m ordered to sing 'red songs'”. 《The Sydney Morning Herald》 (영어). 2011년 4월 20일. 2020년 6월 15일에 확인함.
19. ↑  “'Red Songs' fuels Chinese politician's ambitions” (미국 영어). 2015년 3월 27일. 2020년 6월 15일에 확인함.
20. ↑  Branigan, Tania (2011년 4월 22일). “Red songs ring out in Chinese city's new cultural revolution”. 《The Guardian》 (영국 영어). ISSN 0261-3077. 2020년 6월 15일에 확인함.
21. ↑  Maçães, Bruno (2020년 4월 3일). “China Wants to Use the Coronavirus to Take Over the World”. 《National Review》. 2020년 4월 6일에 확인함.
22. ↑  Rogin, Josh (2020년 3월 18일). “China's coronavirus propaganda campaign is putting lives at risk”. 《The Washington Post》. 2020년 4월 6일에 확인함.
23. ↑  Kim, Jo (2020년 5월 5일). “The Chinese People Step up to Enforce China's Nationalist Propaganda”. 《The Diplomat》. 2020년 5월 6일에 확인함.
24. ↑  Jacobs, Emily (2020년 5월 5일). “China launches smear campaign against Pompeo after coronavirus criticism”. 《New York Post》. 2020년 5월 5일에 확인함.
25. ↑  Steinbuch, Yaron (2020년 5월 5일). “Dr. Fauci dismisses theory that coronavirus was made in Chinese lab”. 《New York Post》. 2020년 5월 5일에 확인함.
26. ↑  Ruwitch, John (2020년 6월 3일). “In George Floyd Protests, China Sees A Powerful Propaganda Opportunity”. 《NPR》. 2020년 6월 7일에 확인함.
27. ↑  “Hua Chunying on Twitter”. 2020년 5월 30일. 2020년 6월 7일에 확인함.
28. ↑  Wang, Vivian (2020년 11월 6일). “As China’s Propaganda Push Continues, Wuhan Emerges as a Star”. 《The New York Times》. 2020년 12월 11일에 확인함.
29. ↑  Hernandez, Javier (2020년 12월 6일). “China Peddles Falsehoods to Obscure Origin of Covid Pandemic”. 《The New York Times》. 2020년 12월 11일에 확인함.
30. ↑  Hui, Mary (2021년 1월 21일). “China’s vaccine diplomacy has an aggressive anti-vax element”. 《Quartz》. 2021년 1월 25일에 확인함.
31. ↑  Kang, Dake (2021년 5월 20일). “Chinese authorities order video denials by Uyghurs of abuses”. 《Associated Press》. 2021년 5월 20일에 확인함.
32. ↑  Edney, Kingsley (2014). 《The Globalization of Chinese Propaganda》 (영어). New York: Palgrave Macmillan US. 22, 195쪽. doi:10.1057/9781137382153. ISBN 978-1-349-47990-0.
33. 1 2  Qinglian, He (2004). “The Fog of Censorship: Media Control in China”. OCLC 263802627.
34. 1 2  Esarey, Ashley (2007년 7월 31일). “Access to Information in the People's Republic of China" presented before the U.S.-China Economic and Security Review Commission”.
35. ↑  “Xinhua: the world's biggest propaganda agency” (영어). Reporters Without Borders. 2005년 9월 30일. 2021년 3월 23일에 원본 문서에서 보존된 문서. 2020년 6월 15일에 확인함.
36. ↑  Roberts, Jeff (2020년 3월 30일). “China's coronavirus propaganda has shifted dramatically, report finds”. 《Fortune》. 2020년 4월 6일에 확인함.
37. ↑  Miller, Maggie (2020년 6월 11일). “Twitter deletes over 170,000 accounts tied to Chinese propaganda efforts”. 《The Hill》. 2020년 6월 26일에 확인함.
38. ↑  Fox, Ben (2020년 6월 22일). “U.S. moves to restrict Chinese media outlets as 'propaganda'”. 《PBS》. 2020년 7월 21일에 확인함.
39. ↑  Zhong, Raymond; Mozur, Paul; Krolik, Aaron; Kao, Jeff (2020년 12월 19일). “Leaked Documents Show How China’s Army of Paid Internet Trolls Helped Censor the Coronavirus”. 《ProPublica》. 2020년 12월 20일에 확인함.
40. 1 2  Shaw, Victor N (1996). 《Social Control in China: A Study of Chinese Work Units》 (영어). Westport, Conn.: Praeger. ISBN 978-0-275-95599-1. OCLC 34078426.
41. ↑  Hennock, Mary (2009년 7월 6일). “Uighur Riots Teach China to Spin”. 《Newsweek》 (영어). 2020년 10월 1일에 확인함.
42. ↑  《National Bureau of Statistics of China, China Statistical Yearbook 2004》. Beijing: China Statistics Press, 2004. 844–46, 853쪽.
43. ↑  Xiao, Qiang (2005). 《China's State Control Mechanisms and Methods》 (PDF) (영어). Washington: U.S.-China Economic and Security Review Commission. OCLC 60931696.
44. ↑  Timsit, Annabelle (2020년 5월 2일). “A Chinese propaganda video mocks America's response to the coronavirus crisis”. 《Quartz》. 2020년 5월 3일에 확인함.
45. ↑  Shu Jiang Lu, When Huai Flowers Bloom, p 72 ISBN 978-0-7914-7231-6
46. ↑  Shu Jiang Lu, When Huai Flowers Bloom, p 12 ISBN 978-0-7914-7231-6
47. ↑  Shu Jiang Lu, When Huai Flowers Bloom, p 16 ISBN 978-0-7914-7231-6
48. ↑  Rethinking Cultural Revolution Culture, Audio-Visual Accompaniment to the Exhibit: "Picturing Power: Art and Propaganda in the Great Proletarian Cultural Revolution (1966–1976) A Multi-Media Exhibition Held at Universitätsmuseum Heidelberg, 31.1.-28.2.2001
49. ↑  “China Approves Giant Propaganda Machine to Improve Global Image”. 《Bloomberg.com》 (영어). 2018년 3월 20일. 2018년 3월 22일에 확인함.